# Stephen Glass
Stephen Randall Glass (15 september 1972) is een Amerikaans voormalig journalist van het Amerikaanse opinietijdschrift The New Republic (TNR). Hij werd ontslagen toen uitkwam dat hij meer dan de helft van zijn verhalen uit zijn duim gezogen had. Glass' ontmaskering werd in 2003 verfilmd als Shattered Glass, met Hayden Christensen in de rol van Glass.

## Een verzinsel te veel
Hoewel The New Republic al meerdere malen klachten over onwaarheden kreeg van instanties die Glass aanviel in zijn stukken, liep hij in 1998 definitief tegen de lamp. Op 18 mei verscheen Glass' verhaal 'Hack Heaven', over de 15-jarige hacker Ian Restil die aangenomen zou zijn als veiligheidsadviseur door het bedrijf Jukt Micronics, nadat hij inbrak in hun computersysteem.
Journalist Adam Penenberg van Forbes las het artikel en voerde zijn eigen onderzoek naar Jukt Micronics uit. Hij kon echter nergens iets over het vermeende bedrijf vinden, noch over welk persoon dan ook uit het verhaal van Glass. Nadat Penenberg redactiechef Charles Lane van TNR hierover inlichtte, vroeg die aan Glass om hem te laten zien waar Restil gesproken zou hebben met de staf van Jukt Micronics. Bovendien moest hij de plek laten zien waar de conferentie van hackers had plaatsgevonden waar Restil zich als een popster had gedragen, zoals Glass in zijn artikel beschreef.

## Ontmaskering
Het zaaltje waar de hackersconferentie zou hebben plaatsgevonden, bleek gesloten te zijn geweest op de dag dat Glass beweerde dat hij er was. Bovendien bleek het zo klein dat er nooit honderden mensen aanwezig hadden kunnen zijn, wat Glass beweerd had. In al die tijd had Lane ook pas één persoon te spreken gehad die voor Jukt Micronics zou werken, genaamd George Sims, via een telefoonnummer in Palo Alto. Toen Lane bij toeval ter ore kwam dat Glass' broer studeerde aan de Stanford-universiteit, in Palo Alto, kreeg hij een bang vermoeden dat later zou worden bevestigd. Glass had zijn broer zich laten voordoen als de niet-bestaande Sims in het telefoongesprek met Lane. De redactiechef wist op dat moment genoeg en ontsloeg Glass op staande voet.

## De beerput gaat open
Amerikaanse media werken met zogenaamde factcheckers. Aan hen geeft een journalist na het inleveren van zijn verhaal zijn lijstje met bronnen, zodat zij het kunnen natrekken op feitelijke juistheid. Uit een intern onderzoek van TNR na Glass' ontslag, bleek dat hij de factcheckers verwezen had naar zelf opgezette, valse websites en voicemails en andere compleet verzonnen bronnen. Bovendien had hij valse visitekaartjes laten maken met namen van de door hem gefabriceerde personen en pagina's vol aantekeningen volledig uit zijn duim gezogen.
Na terugkomst van zijn trip met Glass trok redactiechef Lane alle nummers van TNR uit het archief waar Glass in gepubliceerd had, om diens verhalen nogmaals door te lezen. De uiteindelijke conclusie was dat zeker 27 van de 41 verhalen van Glass volstonden met gebeurtenissen en citaten die Glass zelf verzonnen had, plus een flink aantal alinea's die niet na te trekken bleken. Na zijn verklaringen keer op keer veranderd te hebben, gaf Glass uiteindelijk zijn bedrog toe.

## Autobiografie
Glass bracht in 2003 een vermeend autobiografisch boek uit, genaamd The Fabulist. De recensenten schoten het inhoudelijk af, maar hadden wederom weinig aan te merken op zijn vertelkunsten.